# Alonzo Alden
Alonzo Alden (né le 18 juillet 1834 à Wadhams, État de New York, et décédé le 16 janvier 1900 à Troy, État de New York) est un brigadier-général de l'Union, avocat et receveur des postes. Il est enterré à Troy dans le comté de Rensselaer dans l'État de New York.

## Avant la guerre
Alonzo Alden suit sa scolarité au William College. Il commence une carrière d'avocat juste avant le début de la guerre de Sécession.

## Guerre de Sécession
Au début du conflit, Alonzo Alden s'engage dans le 30th New York Volunteer Infantry en tant que simple soldat, mais il est élu second lieutenant, et promu à ce grade le 1er juin 1861, puis est promu premier lieutenant un an plus tard le 15 juin 1862.
Il est atteint de la typhoïde alors qu'il stationne à Falmouth en Virginie. Après avoir recouvré la santé, il est promu commandant le 6 octobre 1862 dans le 169th New York Volunteer Infantry. Il participe, avec son régiment, aux opérations de mai 1863 autour de Suffolk, sous les ordres du général Foster. Au cours de celles-ci, Alonzo Alden est blessé le 14 avril 1863 lors d'une escarmouche à Somerton Road. Puis il participe aux opérations de Portsmouth (Virginie) et enfin au siège de Charleston (Caroline du Sud).
Il est promu lieutenant-colonel le 12 avril 1864. Il participe le 1er juin 1864 avec le 169th New York Regiment à la bataille de Cold Harbor et prend le commandement du régiment après la mort du colonel McConihe. Il est promu colonel en 9 novembre 1864.
Il commande la troisième brigade de la division du général Ames du XXIV corps lors de la prise de Fort Fisher (Caroline de Nord) en janvier 1865, au cours de laquelle il est grièvement blessé,. Le 16 janvier 1865, l'explosion du magasin de poudre du fort Fisher ensevelit 200 soldats, fédéraux et confédérés. Le colonel Alden souffre d'une commotion cérébrale et il a les deux jambes brisées. Il reste 6 semaines dans le coma. Il est alors connu comme le « héros de Fort Fisher ». Il est breveté brigadier général  des volontaires le 15 janvier 1865,. Le 12 juin 1865, il est affecté dans le X corps.
Il est promu brigadier-général le 15 janvier 1865 et quitte le service actif le 19 juillet 1865.

## Après la guerre
Les séquelles de sa dernière blessure l'empêchent de reprendre sa carrière d'avocat et il devient receveur des postes à Troy. Dans ces fonctions, il défend l'idée que le service civil peut être améliorer sur les plans de l'efficacité et économique s'il est « établi sur les bases du service militaire avec le respect des nominations, le maintien d'un bureau et la discipline ».
Il est nommé brigadier général de la milice de New York le 4 mai 1867.